# Samaris
Samaris – islandzki zespół muzyczny założony w Reykjavíku w 2011, grający muzykę określaną mianem dreamy trip hopu z elementami dubstepu. Zespół wyróżniają teksty utworów zaczerpnięte ze starych, islandzkich pieśni a także innowacyjne łączenie elektroniki z dźwiękami klarnetu.

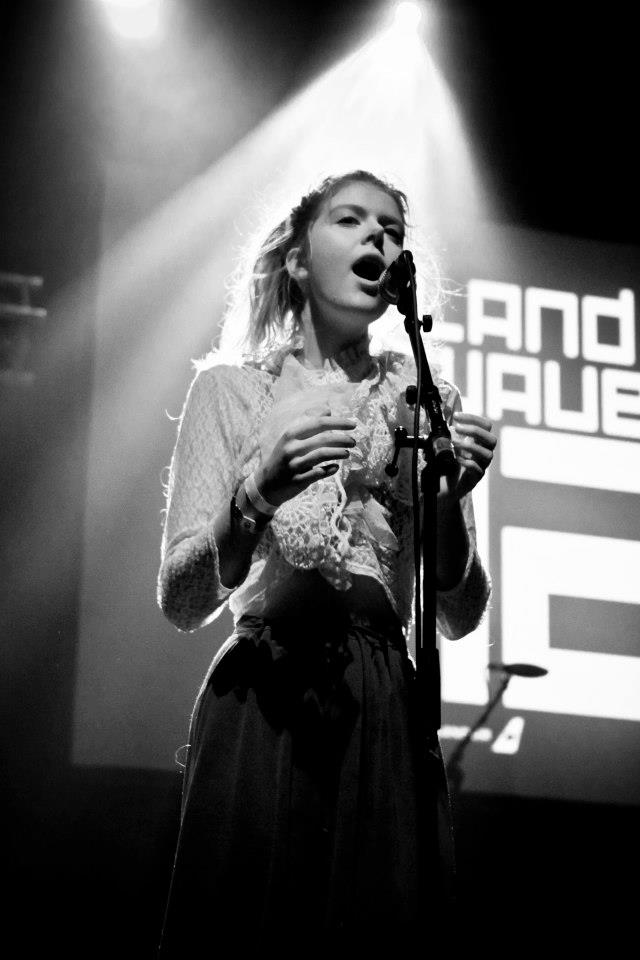
Samaris podczas Iceland Airwaves Music Festival 2012

## Historia
Samaris został założony w styczniu 2011 roku, w Reykjavíku, przez trójkę uczniów szkoły średniej. W skład zespołu wchodzi programista i klawiszowiec Þórður Kári Steinþórsson, klarnecistka Áslaug Rún Magnúsdóttir i wokalistka Jófríður Ákadóttir. Grupa zdobyła spory rozgłos na Islandii dzięki wygraniu corocznego festiwalu Músíktilraunir, wyławiającego młode talenty. Wygrana pozwoliła im na nagranie debiutanckiej EPki Hljóma Þú. Minialbum zapewnił zespołowi miejsce na najlepszych i najbardziej popularnych festiwalach na Islandii, a trójka nastolatków wymieniana jest jako jedno z głównych odkryć islandzkiej sceny muzycznej ostatnich lat.

## Hljóma Þú
Hljóma Þú to pierwsza EPka zespołu wydana w 2011 r. Jest to krótki, 6-utworowy album (trzy oryginalne nagrania i trzy remiksy) wydany w sierpniu 2011 r. Znajdują się na nim takie utwory jak: Hljóma Þú, Viltu vitrast czy Góða tungl.

## Stofnar Falla
Druga EPka Samaris zatytułowana Stofnar Falla wydana została w 2012 r. Jest to zbiór kolejnych sześciu utworów  zespołu, min. Kælan mikla, VögguDub, Sólhvörf I.  Stofnar Falla to mroczna elektronika z dodatkiem trip hopu inspirowana muzyką takich sław jak Björk czy Portishead.

## Skład zespołu
- Jófríður Ákadóttir – wokal
- Áslaug Rún Magnúsdóttir – klarnet, wokal
- Þórður Kári Steinþórsson – instrumenty klawiszowe